# گورستان شرافت (فیلم ۱۹۷۵)
گورستان شرافت (ژاپنی: 仁義の墓場) یک فیلم یاکوزای ژاپنی به کارگردانی کینجی فوکاساکو محصول سال ۱۹۷۵ است. این فیلم که فیلمنامه آن را تاتسوهیکو کاموی نوشته است، اقتباسی از رمانی از فوجیتا گورو به همین نام است. این فیلم بر اساس زندگی عضو واقعی یاکوزا، ریکیو ایشیکاوا، ساخته شده است که نقش او را تتسویا واتاری بازی می‌کند. تاکاشی میکه در سال ۲۰۰۲ این فیلم را بازسازی کرد.